# Émile Nouguier
Èmile Nouguier (n. 17 februarie 1840, Paris, Franța – d. 23 noiembrie 1897, Argenteuil) a fost inginer constructor francez.

## Studii
Èmile Nouguier  și-a început studiile de specialitate în 1861, când a fost admis la Școala Politehnică din Paris (Ècole Polytechnique). În 1862 s-a înscris la Școala de Mine (Ècole des Mines) pe care a absolvit-o în 1865 cu titlul de inginer de construcții miniere.

## Începutul activității profesionale
După absolvire, Émile Nouguier s-a angajat la firma ‘’Ernest Gouin’’ (în prezent ‘’Société de constructions de Batignolles’’) ocupând întâi funcția de șef al serviciului de studii și proiectare și apoi cea de șef de șantier. În această perioadă a avut o contribuție importantă la următoarele proiecte:
- palatul expozitiei de la Paris 1867;
- podul rutier de pe strada Brémontier din Paris;
- podul din Rybink peste Volga în Rusia;
- Podul Sf. Margareta din Budapesta.

## Activitatea în cadrul antreprizei Gustave Eiffel
În 1867 Émile Nouguier s-a transferat la antrepriza lui Gustave Eiffel unde a ocupat funcția de șef al direcției de studii tehnice și de montaj. În această calitate a contribuit la următoarele proiecte realizate de această antrepriză.
În perioada 1867-1893 a avut o contribuție importantă la o serie de construcții importante din Franța:
- Podurile de cale ferată Empalot, Valentine și Sarrieu peste râul Garonne în departamentul Haute-Garonne,
- Podul rutier Cubzac-les-Ponts peste râul Dordogne, în departamentul Gironde,
- Viaductul peste râul Tardes în regiunea Limousin,
- Viaductul de la Garabit peste râul Truyère în regiunea Auvergne,
- Barajul Port-Mort pe râul Sena în regiunea Haute-Normandie,
- Turnul Eiffel din Paris.

În același timp, a coordonat și lucrări de construcții realizate în străinătate de antrepriza Gustave Eiffel, printre care:
- Podul de la Porto peste râul Douro, în Portugalia;
- Podul de la Vianna peste râul Lima, în Portugalia:
- Podurile de cale ferată din provinciile Minho, Douro și Beira Alta în Portugalia,
- Podurile și viaductele căii ferate de la Gerona la frontiera franceză, în Spania,
- Podul de cale ferată peste râul Tago, în Spania,
- Podurile de cale ferată din provinciile Asturias, Léon și Galicia, în Spania,
- Podurile de cale ferată de pe linia Ploiești-Predeal, în România,
- Podul peste Tisa de la Szeged în Austro-Ungaria (azi Ungaria).

În cadrul acestor lucrări a introdus o serie de inovații în tehnica construcțiilor. Este de remarcat metoda de executare a podurilor în consolă, fără eșafodaje de susținere, care a fost aplicată podul peste râul Douro din Portugalia și la viaductele de pe râul Tarbes și de la Garabit, în Franța.
Petru realizările sale tehnice, Émile Nouguier a fost decorat de regele Portugaliei cu Ordinul lui Christos (Ordem de Cristo). Ulterior, regele Spaniei i-a conferit ordinul reginei Isabela Catolica (Orden de Isabela la Católica) cu rangul de cavaler. Pentru contribuția sa la realizarea Turnului Eiffel a fost numit cavaler al Legiunii de Onoare (Légion d'honneur) a Franței.

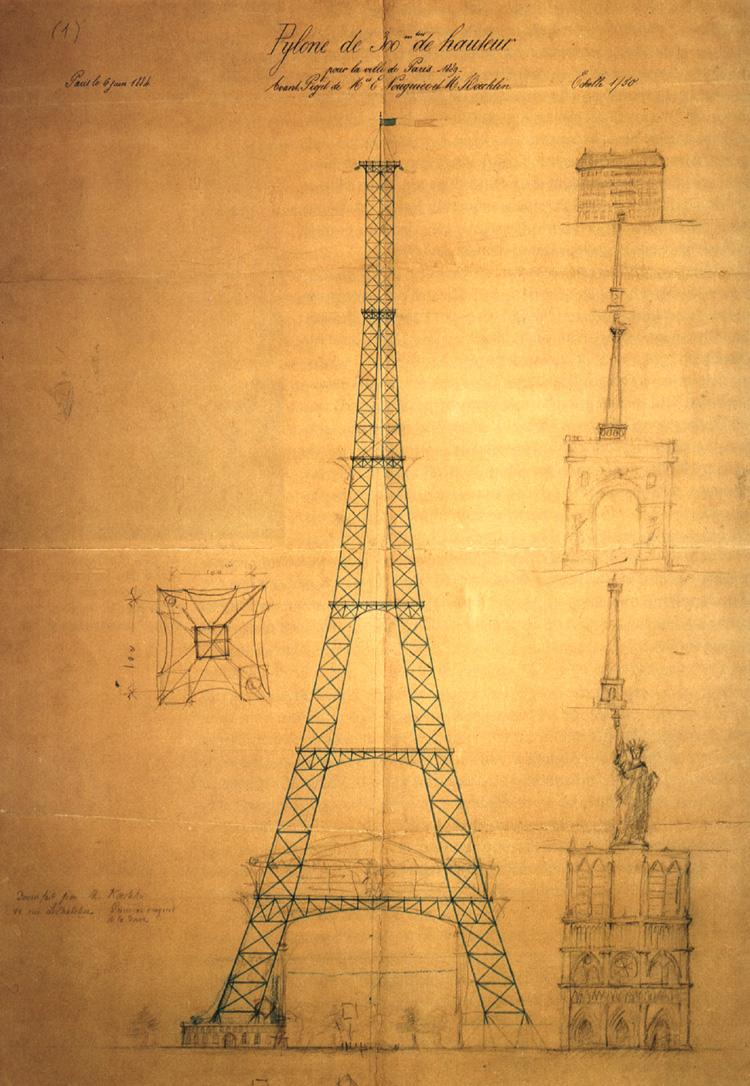
Prima schiță a turnului metalic de 300 metri înălțime, dessenată de Maurice Koechlin la 6 iunie 1884

## Contribuția la realizarea Turnului Eiffel din Paris
În 1884, după ce inginerul Maurice Koechlin, un alt colaborator de la antrepriza Gustave Eiffel, desenase o primă schiță a construcției, Émile Nouguier și Maurice Koechlin pregătesc anteproiectul unui turn metalic de 300 m. înălțime, care să constituie punctul central de atracție al Expoziției Universale din 1898 de la Paris. Gustave Eiffel, patronul firmei, se declară neinteresat. Cei doi ingineri continuă însă să-și îmbunătățească proiectul și îl asociază pe arhitectul Stephen Sauvestre care se ocupă de partea arhitecturală. În cele din urmă Gustave Eiffel se lasă convins.
Unii specialiști sunt de părere că Gustave Eiffel și-a însușit în mod nejustificat toate meritele în realizarea turnului care îi poartă numele, nedreptățindu-și subordonații care inițiaseră ideea. În realitate, în 1884 Gustave Eiffel, Émile Nouguier și Maurice Koechlin au cerut acordarea unui brevet comun pentru “o dispunere nouă permițând construirea unor pile și a unor piloni metalici având înălțimi care pot depăși 300 metri”. Ulterior însă, Gustave Eiffel le-a răscumpărat partea celorlalți co-autori ai brevetului, obligându-se să plătească fiecăruia dintre ei o primă de 1% din sumele pe care le va încasa, în cazul realizării proiectului. Deși atât Émile Nouguier cât și Maurice Koechlin au primit câte 50.000 franci aur ca urmare a înțelegerii, sumă importantă la acea vreme, venitul lor este neglijabil față de sumele pe care le-a încasat Gustave Eiffel prin realizarea și exploatarea ulterioară a turnului.

## Ultimii ani de activitate
În 1893 Émile Nouguier părăsește antrepriza Gustave Eiffel și devine co-președinte al firmei E. Nouguier, Kessler et Cie (fostă antrepriza Joly), din orașul Argenteuil, din Île-de-France. El continuă să lucreze la diferite proiecte de construcții importante:
- podurile de la Tourville și de la Oissel peste râul Sena, pe calea ferată Paris-Rouen,
- fundațiile cu aer comprimat pentru podurile de la Maisons-Laffitte pentru aceeași cale ferată,
- podul Faidherbe de la Saint-Louis în Senegal,
- podul de la Disuq pe Nil în Egipt,
- podurile rutiere pe bulevardul La Chapelle și pe rue de Jessaint din Paris, pentru traversarea căii ferate.
- podul Lépine (cunoscut și sub numele de podul Saint-Bernard) din Paris pentru traversarea liniilor de cale ferată.

Această ultimă lucrare a fost inaugurată la 21 februarie 1898, cu puțin timp după de moartea lui Émile Nouguier.